# Liste afghanischer Handelsminister
Der Handels- und Industrieminister leitet das entsprechende Ministerium in Kabul.
| Ernannt       | Name                                 | Bemerkungen                                                                               | in der Regierung von   | Posten verlassen |
| ------------- | ------------------------------------ | ----------------------------------------------------------------------------------------- | ---------------------- | ---------------- |
| 1925          | Abdul Hadi Dawi Pareshan             | (* 1868 im Bagh i Ali Mardan Khan Garten in Kabul; † 1982) 1929–1931: Gesandter in Berlin | Amanullah Khan         | 1928             |
| 8. Nov. 1933  | Muhammad Yaftali Mirza               | 1920–1922 und 1926–1928: Gesandter in Moskau                                              | Mohammed Sahir Schah   |                  |
| 1957          | Abdullah Malikyar                    | [ 2 ]                                                                                     | Mohammed Sahir Schah   |                  |
| 24. Okt. 1965 | Nur Ali                              |                                                                                           | Mohammed Sahir Schah   |                  |
| 17. Nov. 1969 | Muhammad Akbar Omar                  |                                                                                           | Mohammed Sahir Schah   |                  |
| 8. Juni 1971  | Muhammad Aref Ghausi                 |                                                                                           | Mohammed Sahir Schah   |                  |
| 1973          | Allah Nawaz                          | (* in Multan; † 1977)                                                                     | Mohammed Sahir Schah   |                  |
| Jan. 1974     | Mohammad Khan Jalalar                | (* 1937)                                                                                  | Mohammed Sahir Schah   | 1989             |
| 30. Apr. 1978 | Abdul Quddus Ghorbandi               |                                                                                           | Nur Muhammad Taraki    |                  |
| 1. Apr. 1979  | Abdul Quddus Ghorbandi               |                                                                                           | Babrak Karmal          |                  |
| 12. März 1980 | Mohammad Khan Jalalar                |                                                                                           | Babrak Karmal          |                  |
| 18. Feb. 1989 | Burhanuddin Ghiasi                   |                                                                                           | Mohammed Nadschibullāh |                  |
| 21. Mai 1990  | Zakim Shah                           |                                                                                           | Mohammed Nadschibullāh |                  |
| 6. Juli 1996  | Sayyid Husain Alami of Akbari Wahdat |                                                                                           | Burhānuddin Rabbāni    |                  |
| 22. Dez. 2001 | Sajjed Mustafa Kazemi                |                                                                                           | Burhānuddin Rabbāni    |                  |
| 20. Juni 2002 | Sajjed Mustafa Kazemi                |                                                                                           | Hamid Karzai           |                  |
| 23. Dez. 2004 | Hidayat Amin Arsala                  | Hedayat Amin Arsala (* 1942)                                                              | Hamid Karzai           |                  |
| Apr. 2006     | Amin Farhang Mīr                     | (* 1938)                                                                                  | Hamid Karzai           |                  |
| 2009          | Mohammad Hadi Hakimi                 | [ 7 ]                                                                                     | Hamid Karzai           |                  |
| 2010          | Anwar ul-Haq Ahady                   | (* 12. August 1951)                                                                       | Hamid Karzai           |                  |
| 1. Dez. 2010  | Muhammad Zubair Waheed               | (* 6. September 1945 in Kabul)                                                            | Hamid Karzai           |                  |

## Einzelhinweise
- Ludwig W. Adamec, Historical Dictionary of Afghanistan

1. ↑  Abdul Hadi Dawi Pareshan
2. ↑  Abdullah Malikyar
3. ↑  Allah Nawaz
4. ↑  Mohammad Khan Jalalar
5. ↑  Hidayat Amin Arsala
6. ↑  Mir Muhammad Farhang
7. ↑  Mohammad Hadi Hakimi (Memento des Originals vom 4. September 2016 im Internet Archive)  Info: Der Archivlink wurde automatisch eingesetzt und noch nicht geprüft. Bitte prüfe Original- und Archivlink gemäß Anleitung und entferne dann diesen Hinweis.
8. ↑  Anwar ul-Haq Ahady
9. ↑  Muhammad Zubair Waheed (Memento des Originals vom 4. März 2016 im Internet Archive)  Info: Der Archivlink wurde automatisch eingesetzt und noch nicht geprüft. Bitte prüfe Original- und Archivlink gemäß Anleitung und entferne dann diesen Hinweis.